# Монтеченері
Монтеченері (італ. Monteceneri) — громада  в Швейцарії в кантоні Тічино, округ Лугано.

## Географія
Громада розташована на відстані близько 145 км на південний схід від Берна, 12 км на південний захід від Беллінцони.
Монтеченері має площу 36,1 км², з яких на 9,2% дозволяється будівництво (житлове та будівництво доріг), 8,8% використовуються в сільськогосподарських цілях, 76,9% зайнято лісами, 5,1% не є продуктивними (річки, льодовики або гори).

## Демографія
2019 року в громаді мешкало 4508 осіб (+10,5% порівняно з 2010 роком), іноземців було 18,9%. Густота населення становила 125 осіб/км².
За віковим діапазоном населення розподілялося таким чином: 20% — особи молодші 20 років, 62,2% — особи у віці 20—64 років, 17,8% — особи у віці 65 років та старші. Було 1939 помешкань (у середньому 2,3 особи в помешканні).
Із загальної кількості 2663 працюючих 27 було зайнятих в первинному секторі, 812 — в обробній промисловості, 1824 — в галузі послуг.